# USS Morris (TB-14)
USS Morris (Torpedo Boat No. 14/TB-14/Coast Torpedo Boat No. 6) – amerykański torpedowiec, piąty okręt United States Navy noszący tę nazwę. Jednostkę zatwierdzono do budowy 6 czerwca 1896. Stępkę okrętu położono w stoczni Herreshoff Manufacturing Co., w Bristolu 19 listopada 1897. Jednostkę zwodowano 13 kwietnia 1898, do służby weszła 11 maja 1898, pierwszym dowódcą został Lieutenant Commander E. Fox.
Po rejsie odbiorczym w rejonie wschodniego wybrzeża USA "Morris" dotarł do Newport (Rhode Island), gdzie pełnił główniej służbę szkolną i pomocniczą przy strzelaniach torpedowych do czasu wejścia Stanów Zjednoczonych do I wojny światowej, kiedy otrzymał także zadania patrolowe. Od 19 kwietnia 1918 do początków marca 1919 okręt patrolował rejony Indii Zachodnich, do podpisania rozejmu brał udział w tropieniu wrogiego sabotażu. Po przeklasyfikowaniu na "Coast Torpedo Boat No. 6" wrócił do Newport i został wycofany ze służby 24 marca 1919. Służył jednak nadal jako tender w czasie strzelań torpedowych przez kolejne 5 lat. Skreślony z listy okrętów 24 stycznia 1924. Sprzedany na publicznej aukcji 10 października 1924 Frankowi B. Jonesowi z Wilmington.